# Хартман I фон Кирхберг
Хартман I фон Кирхберг (на немски: Hartmann I von Kirchberg; † сл. 1122) е граф на Кирхберг близо до Улм, граф в Линцгау и Аргенгау до Боденското езеро. Роднина е с рода на бургграфовете на замък Кирхберг, източно от Йена в Тюрингия.

## Произход и наследство
Произлиза от швабската благородническа фамилия фон Кирхберг близо до Улм. Той е син на фон Кирхберг от Швабия и съпругата му фон Буххорн († 1089) от страничната линия Буххорн на род Удалрихинги, дъщеря на Отон I фон Буххорн († сл. 1089) и Берта.
Брат е на неженените граф Бертхолд фон Кирхберг († сл. 1103) и граф Ото I фон Кирхберг († сл. 1107), които през 1093 г. създават на своята територия бенедиктинския манастир Виблинген при Улм и му правят богато дарение. През 1099 г. манастирът е осветен и е поставен за абат блаженният Вернер фон Елербах († 1126). Манастирът Виблинген е гробното място на Кирхбергите до тяхното измиране през 1489/1510 г.

## Фамилия
Хартман I фон Кирхберг се жени и има двама сина:
- Хартман II фон Кирхберг († сл. 1134/ок. 1170), неженен
- Еберхард I фон Кирхберг († сл. 1166), граф на Кирхберг, има пет деца